# ويليام بي بودن
ويليام بي بودن (بالإنجليزية: William P. Bowden)‏ هو ضابط أمريكي، ولد في 1932 في سويفتون في الولايات المتحدة.